# قائمة شخصيات مسلسل الموتى السائرون
الموتى السائرون مسلسل رعب ودراما أمريكي من اعداد وإنتاج فرانك دارابونت. مبني على سلسلة القصص المصورة بنفس العنوان التي أعدها روبرت كيركمان، توني مور وتشارلي أدلارد. فيما يلي قائمة بالشخصيات التي ظهرت في المسلسل التلفزيوني.

## الشخصيات

### شخصيات رئيسية
| الممثل               | الشخصية          | الموسم | الموسم | الموسم | الموسم | الموسم | الموسم | الموسم |       |
| الممثل               | الشخصية          | 1      | 2      | 3      | 4      | 5      | 6      | 7      | 8     |
| -------------------- | ---------------- | ------ | ------ | ------ | ------ | ------ | ------ | ------ | ----- |
| أندرو لينكولن        | ريك غرايمز       | أساسي  | أساسي  | أساسي  | أساسي  | أساسي  | أساسي  | أساسي  | أساسي |
| جوش بيرنثال          | شاين والش        | أساسي  | أساسي  | ضيف    |        |        |        |        |       |
| ساره وين كوليز       | لوري غرايمز      | أساسي  | أساسي  | أساسي  |        |        |        |        |       |
| لوري هولدين          | أندريا           | أساسي  | أساسي  | أساسي  |        |        |        |        |       |
| جيفري ديمان          | دايل هورفاث      | ضيف    | ضيف    |        |        |        |        |        |       |
| ستيفن يون            | غلين ري          | أساسي  | أساسي  | أساسي  | أساسي  | أساسي  | أساسي  | ضيف    |       |
| تشاندلر ريغز         | كارل غرايمز      | أساسي  | أساسي  | أساسي  | أساسي  | أساسي  | أساسي  | أساسي  | أساسي |
| نورمان ريديس         | ديرل ديكسن       | متكرر  | أساسي  | أساسي  | أساسي  | أساسي  | أساسي  | أساسي  | أساسي |
| ميليسا مكبرايد       | كارول بيليتير    | متكرر  | أساسي  | أساسي  | أساسي  | أساسي  | أساسي  | أساسي  | أساسي |
| مايكل روكر           | ميرل ديكسن       | ضيف    | ضيف    | أساسي  |        |        |        |        |       |
| ليني جيمس            | مورغان جونز      | ضيف    |        | ضيف    |        | متكرر  | أساسي  | أساسي  | أساسي |
| لورين كوهان          | ماغي غرين        |        | متكرر  | أساسي  | أساسي  | أساسي  | أساسي  | أساسي  | أساسي |
| سكوت ويلسون          | هيرشل غرين       |        | متكرر  | أساسي  | أساسي  |        |        |        |       |
| إيميلي كيني          | بيث غرين         |        | متكرر  | متكرر  | أساسي  | أساسي  |        |        |       |
| داناي غوريرا         | ميشون            |        |        | أساسي  | أساسي  | أساسي  | أساسي  | أساسي  | أساسي |
| ديفيد موريسي         | الحاكم           |        |        | أساسي  | أساسي  | ضيف    |        |        |       |
| تشاد إل. كولمان      | تايريس ويليامز   |        |        | متكرر  | أساسي  | أساسي  |        |        |       |
| سونيكوا مارتن غرين   | ساشا ويليامز     |        |        | متكرر  | أساسي  | أساسي  | أساسي  | أساسي  |       |
| لورنس غيليارد جونيور | بوب ستوكي        |        |        |        | أساسي  |        |        |        |       |
| الآنا ماسترسون       | تارا تشامبلر     |        |        |        | متكرر  | أساسي  | أساسي  | أساسي  | أساسي |
| مايكل كادليتز        | أبراهام فورد     |        |        |        | متكرر  | أساسي  | أساسي  | ضيف    |       |
| جوش ماكديرمت         | يوجين بورتر      |        |        |        | متكرر  | أساسي  | أساسي  | أساسي  | أساسي |
| كريستيان سيراتوس     | روزيتا إسبينوزا  |        |        |        | متكرر  | أساسي  | أساسي  | أساسي  | أساسي |
| أندرو جاي. ويست      | غاريث            |        |        |        | ضيف    | أساسي  |        |        |       |
| سيث غيليام           | غابرييل ستوكس    |        |        |        |        | أساسي  | أساسي  | أساسي  | أساسي |
| روس ماركواند         | آرون             |        |        |        |        | متكرر  | أساسي  | أساسي  | أساسي |
| توفاه فيلدشا         | ديانا مور        |        |        |        |        | متكرر  | أساسي  |        |       |
| أليكساندرا بريكينريج | جيسي أنديرسون    |        |        |        |        | متكرر  | أساسي  |        |       |
| أوستن نيكولس         | سبينسر مونرو     |        |        |        |        | متكرر  | أساسي  | أساسي  |       |
| أوستن أميليو         | دوايت            |        |        |        |        |        | متكرر  | أساسي  | أساسي |
| توم بين              | بول "جيسس" روفيا |        |        |        |        |        | متكرر  | أساسي  | أساسي |
| زاندر بيركيلي        | غريغوري          |        |        |        |        |        | ضيف    | أساسي  | أساسي |
| جيفري دين مورغان     | نيغن             |        |        |        |        |        | ضيف    | أساسي  | أساسي |

- أندرو لنكولن بدور ريك غرايمز؛ بطل المُسلسل، نائب مأمور سابق من ولاية جورجيا يقود مجموعة من الناجين. (الموسم الأول–الآن)
- جون بيرنثال بدور شاين والش؛ زميل ريك السابق وصديقهُ المُقرب. تتأزم علاقتهُ مع يك ويصبح خطراً على المجموعة. (الموسم الأول–الثاني؛ ضيف في الموسم الثالث)
- ساره وين كوليز بدور لوري غرايمز؛ زوجة ريك، تكون علاقة حميمة مع شاين ظناً منها بأن ريك قد مات. (الموسم الأول–الثالث)
- لوري هولدين بدور أندريا؛ محامية حقوق مدنية سابقة وأحد أعضاء مجموعة الناجين من أتلانتا. (الموسم الأول–الثالث)
- جيفري دمان بدور دايل هورفاث؛ أحد أعضاء مجموعة أتلانتا، يمتلك سيارة عيش يتنقل بها هو والمجموعة. (الموسم الأول–الثاني)
- ستيفن يون بدور غلين ري؛ فتى توصيل بيتزا سابق، ينقذ حياة ريك عندما يكون محاصراً في الدبابة. يكون علاقة حميمة مع ماغي غرين. يُقتل في الموسم السابع على يد نيغن. (الموسم الأول–السابع)
- تشاندلر ريغز بدور كارل غرايمز؛ ابن كل من ريك ولوري. (الموسم الأول–الثامن)
- نورمان ريديس بدور ديرل ديكسن؛ صياد المجموعة، يصبح عضواً مهماً في المجموعة ويد ريك اليمنى. (الموسم الثاني–الآن؛ متكرر في الموسم الأول)
- ميليسا مكبرايد بدور كارول بيليتير؛ زوجة إد ووالدة صوفيا، ربة منزل تتحول إلى امرأة قوية وعضواً مهماً في المجموعة. (الموسم الثاني–الآن؛ متكررة في الموسم الأول)
- مايكل روكر بدور ميرل ديكسن؛ شقيق ديرل الأكبر، عنصري ومدمن مخدرات، بعد انفصاله عن المجموعة يصبح يد الحاكم اليمنى. (الموسم الثالث، متكرر في الموسم الأول، ضيف في الموسم الثاني)
- ليني جيمس بدور مورغان جونز؛ أول ناجي يلتقي به ريك يعد خروجه من المستشفى في الموسم الأول. (الموسم السادس–الآن؛ متكرر في الموسم الخامس، ضيف في الموسم الأول–الثالث)
- لورين كوهان بدور ماغي غرين؛ أكبر بنات هيرشل وزوجة غلين. (الموسم الثالث–الآن، متكررة في الموسم الثاني)
- سكوت ويلسون بدور هيرشل غرين؛ طبيب بيطري ومُزارع، والد كل من ماغي وبيث. (الموسم الثالث–الرابع، متكرر في الموسم الثاني)
- إيميلي كيني بدور بيث غرين؛ أصغر بنات هيرشل وأخت ماغي غير الشقيقة. (الموسم الرابع–الخامس، متكررة في الموسم الثاني–الثالث)
- داناي غوريرا بدور ميشون؛ مقاتلة سيوف، تنضم للمجموعة وتصبح مقربة لريك. (الموسم الثالث–الآن)
- ديفيد موريسي بدور الحاكم/فيليب بليك؛ قائد مجموعة وودبيري. (الموسم الثالث–الرابع، ضيف في الموسم الخامس)
- تشاد إل. كولمان بدور تايريس ويليامز؛ أحد أعضاء المجموعة وشقيق ساشا الأكبر. (الموسم الرابع–الخامس، متكرر في الموسم الثالث)
- سونيكوا مارتن غرين بدور ساشا ويليامز؛ شقيقة تايريس الصغرى، وقناصة المجموعة. (الموسم الرابع–الآن، متكررة في الموسم الثالث)
- لورنس غيليارد الابن بدور بوبي ستوكي؛ معالج عسكري سابق، يكون علاقة حميمة مع ساشا. (الموسم الرابع–الخامس)
- الآنا ماستيرسون بدور تارا تشامبلر؛ طالبة أكاديمية شرطة سابقة، تترك وودبيري وتنضم إلى جماعة ريك. (الموسم الخامس–الآن، متكررة في الموسم الرابع)
- مايكل كادلتز بدور أبراهام فورد؛ نقيب عسكري سابق، في مهمة لجلب الناجين إلى واشنطن العاصمة، لإيجاد علاج للفيروس. (الموسم الخامس–السابع، متكرر في الموسم الرابع)
- جوش مكديرمت بدور يوجين بورتر؛ رجل ذكي يدعى بأنه يعرف علاج العدوى. (الموسم الخامس–الآن، متكرر في الموسم الرابع)
- كريستيان سيراتوس بدور روزيتا إسبينوزا؛ أحد الناجين من مجموعة أبراهام وصديقته الحميمة. (الموسم الخامس–الآن، متكررة في الموسم الرابع)
- أندرو جاي. ويست بدور غاريث؛ قائد مجموعة أكلي البشر، الذين يحتجزون مجموعة ريك. (الموسم الخامس، ضيف في الموسم الرابع)
- سيث غيليام بدور الأب غابريل ستوكس؛ قس مسيحي، ينضم إلى مجموعة ريك. (الموسم الخامس–الآن)
- روس ماركواند بدور آرون؛ عضو من جماعة الإسكندرية، يجلب جماعة ريك إلى الإسكندرية. (الموسم السادس–الآن، متكرر في الموسم الخامس)
- توفاه فيلدشو بدور ديانا مونرو؛ عضو كونغرس سابقة وقائدة مجموعة الإسكندرية. (الموسم السادس، متكررة في الموسم الخامس)
- أليكساندرا بريكينريدج بدور جيسي أنديرسون؛ أحد سكنة الإسكندرية، تكون علاقة حميمة مع ريك. (الموسم السادس، متكررة في الموسم الخامس)
- أوستن نيكولس بدور سبينسر مونرو؛ أبن ديانا، وأحد حراس الإسكندرية. (الموسم السادس–السابع، متكرر في الموسم الخامس)
- جيفري دين مورغان بدور نيغن؛ قائد مجموعة المنقذون. (الموسم السابع–الآن، متكرر في الموسم السادس)[1]
- أوستن أميليو بدور دوايت؛ عضو في جماعة المنقذون. (الموسم السابع–الآن، متكرر في الموسم السادس)[1]
- توم باين بدور بول «جيسس» روفيا؛ عضو في جماعة هيلتوب. (الموسم السابع–الآن، متكرر في الموسم السادس)[1]
- زاندر بيركلي بدور غريغوري؛ قائد جماعة هيلتوب. (الموسم السابع–الآن، متكرر في الموسم السادس)[1]

### شخصيات متكررة الظهور
- آيروني سينغلتون بدور ثيودور «تي-دوغ» دوغلاس؛ أحد أعضاء مجموعة أتلانتا. (الموسم الأول–الثالث)
- إيما بيل بدور أيمي؛ شقيقة أندريا الصغرى، وأحد أعضاء مجموعة أتلانتا. (الموسمرالأول، ضيف في الموسم الثالث)
- أندرو روثنبيرغ بدور جيم؛ أحد أعضاء مجموعة أتلانتا. (الموسم الأول، ضيف في الموسم الثالث)
- جيرل بريسكوت سايلز بدور جاكي؛ أحد أعضاء مجموعة أتلانتا. (الموسم الأول، ضيف في الموسم الثالث)
- خوان باريخا بدور موراليس؛ أحد أعضاء مجموعة أتلانتا. (الموسم الأول)
- ماديسون لينتز بدور صوفيا بيليتير؛ ابنة كارول وإد. (الموسم الأول–الثاني)
- آدم ميناروفيتش بدور إد بيليتير؛ زوج كارول ووالد صوفيا. (الموسم الأول، ضيف في الموسم الثاني)
- جين ماكنيل بدور باتريشا؛ زوجة أوتيس وصديقة هيرشل المقربة. (الموسم الثاني)
- جيمس ألين ماككيون بدور جيمي؛ حبيب بيث. (الموسم الثاني)
- مايكل زيغن بدور راندال كولفر؛ أحد أعضاء مجموعة من الناجين. (الموسم الثاني)
- ليو تيمبل بدور أكسل؛ مجرم سابق وأحد نزلا السجن. (الموسم الثالث)
- دالاس روبرتس بدور ميلتون ماميت؛ عالم يُدرس الفيروس وأحد سكان وودبيري. (الموسم الثالث)
- هوزيه بابلو كانتيلو بدور سيزار مارتينيز؛ مساعد الحاكم في وودبيري. (الموسم الثالث–الرابع)
- ميليسا بونزيو بدور كارين؛ أحد سكان وودبيري، وتنضم إلى مجموعة ريك لاحقاً. (الموسم الثالث–الرابع)
- بريتون شاربينو بدور ليزي سامويلز؛ بنت صغيرة تنضم إلى مجموعة ريك في السجن. (الموسم الرابع)
- كايلا كينيدي بدور ميكا سامويلز؛ شقيقة ليزي الصغرى التي تنضم إلى مجموعة ريك في السجن. (الموسم الرابع)
- جيف كوبر بدور جو؛ قائد مجموعة ققطاع الطرق. (الموسم الرابع)
- دينيس كروسبي بدور ماري؛ والدة غاريث وأحد سكنة تيرمينيس. (الموسم الرابع، ضيفة في الموسم الخامس)
- كريس كوي بدور مارتن؛ أحد أعضاء مجموعة غاريث. (الموسم الخامس)
- كريستين وودس بدور دون ليرنر؛ ضابطة شرطة، وقائدة مجموعة من الضباط يسكنون في مستشفى غريدي ميموريال. (الموسم الخامس)
- تايلر جيمس ويليامز بدور نوا؛ أحد سكنة مستشفى غريدي ميموريال. (الموسم الخامس)
- جوردان وودس روبينسون بدور إيريك؛ أحد سكنة الإسكندرية. (الموسم الخامس–الآن)
- ميجور دودسون بدور سام أنديرسون؛ ابن جيسي الأصغر. (الموسم الخامس–السادس)
- أوستن أبرامز بدور رون أنديرسون؛ ابن جيسي الأكبر. (الموسم الخامس–السادس)
- مايكل تراينور بدور نيكولاس؛ أحد سكنة الإسكندرية. (الموسم الخامس–السادس)
- بينديكت سامويل بدور؛ قائد جماعة الذئاب. (الموسم السادس، ضيف في الموسم الخامس)
- جيسن دوغلاس بدور توبن؛ مسؤول عمال البناء في الإسكندرية. (الموسم الخامس–الآن)
- كيتلين ناكون بدور إينيد؛ فتاة مراهقة من الإسكندرية وصديقة كارل. (الموسم الخامس–الآن)
- آن ماهوني بدور أوليفيا؛ المسؤولة عن العتاد والمؤونة في الإسكندرية. (الموسم الخامس–السابع)
- كوري هوكنز بدور هيث؛ أحد سكنة الإسكندرية. (الموسم الخامس–الآن)
- ميريت ويفر بدور الدكتور. دينيس كلويد؛ طبيب مقيم في الإسكندرية. (الموسم السادس)
- خاري بيتون بدور إيزيكايل؛ قائد مجموعة الناجين المعروفة بالمملكة. (الموسم السابع–الآن)[2]

### علاقات فرانك دارابونت
ظهر في المسلسل العديد من الممثلين الذي عملوا مع فرانك دارابونت الذي طور مسلسل الموتى السائرون من بينهم؛ لوري هولدين (أندريا)، جيفري دمان (دايل هورفاث)، ميليسا مكبرايد (كارول بيليتير)، سام ويتوير (الجندي الميت داخل الدبابة في الحلقة الأولى)، وخوان غابرييل باريخا (موراليس). كلهم ظهروا في فيلم فرانك دارابونت من عام 2007 السديم.